# Arjassaare
Arjassaare is een dorp in de Estlandse gemeente Põhja-Sakala, gelegen in de provincie Viljandimaa.
Tot in oktober 2017 behoorde het dorp tot de gemeente Kõo. In die maand ging Kõo op in de fusiegemeente Põhja-Sakala.

## Bevolking
Het dorp had 30 inwoners op 31 december 2011 en 19 inwoners op 31 december 2021.